# Mitsubishi G4M
Mitsubishi G4M Hamaki (jap. 一式陸上攻撃機 Isshiki rikujō-kōgeki-ki), alianckie oznaczenie kodowe: Betty, przez pilotów zwany „Cygarem” – japoński ciężki samolot bombowy i torpedowy marynarki, bazujący na lądzie. Zaprojektowany i zbudowany w 1939 roku w Japonii w wytwórni lotniczej Mitsubishi Jūkōgyō K.K. w Okayamie przez zespół konstrukcyjny inż. Kiro Honju. Cechowały go duża prędkość i ogromny zasięg sięgający 5 tys. kilometrów.

## Historia

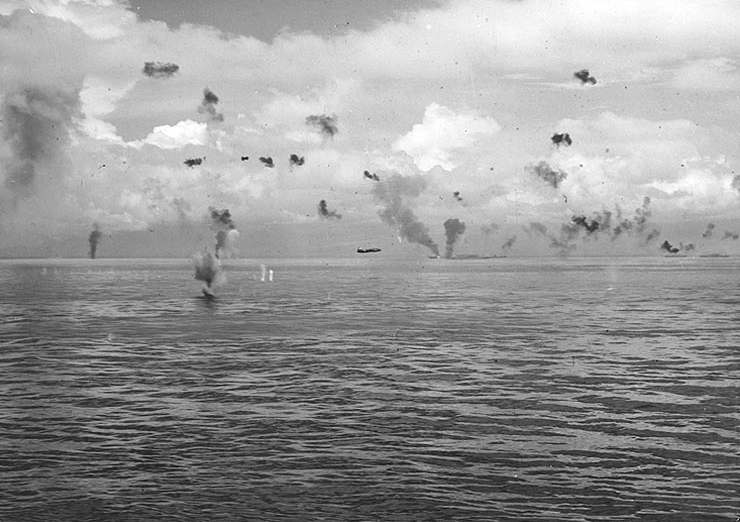
G4M "Betty" podczas ataku torpedowego na amerykańskie okręty w pobliżu Guadalcanalu 8 sierpnia 1942 r.

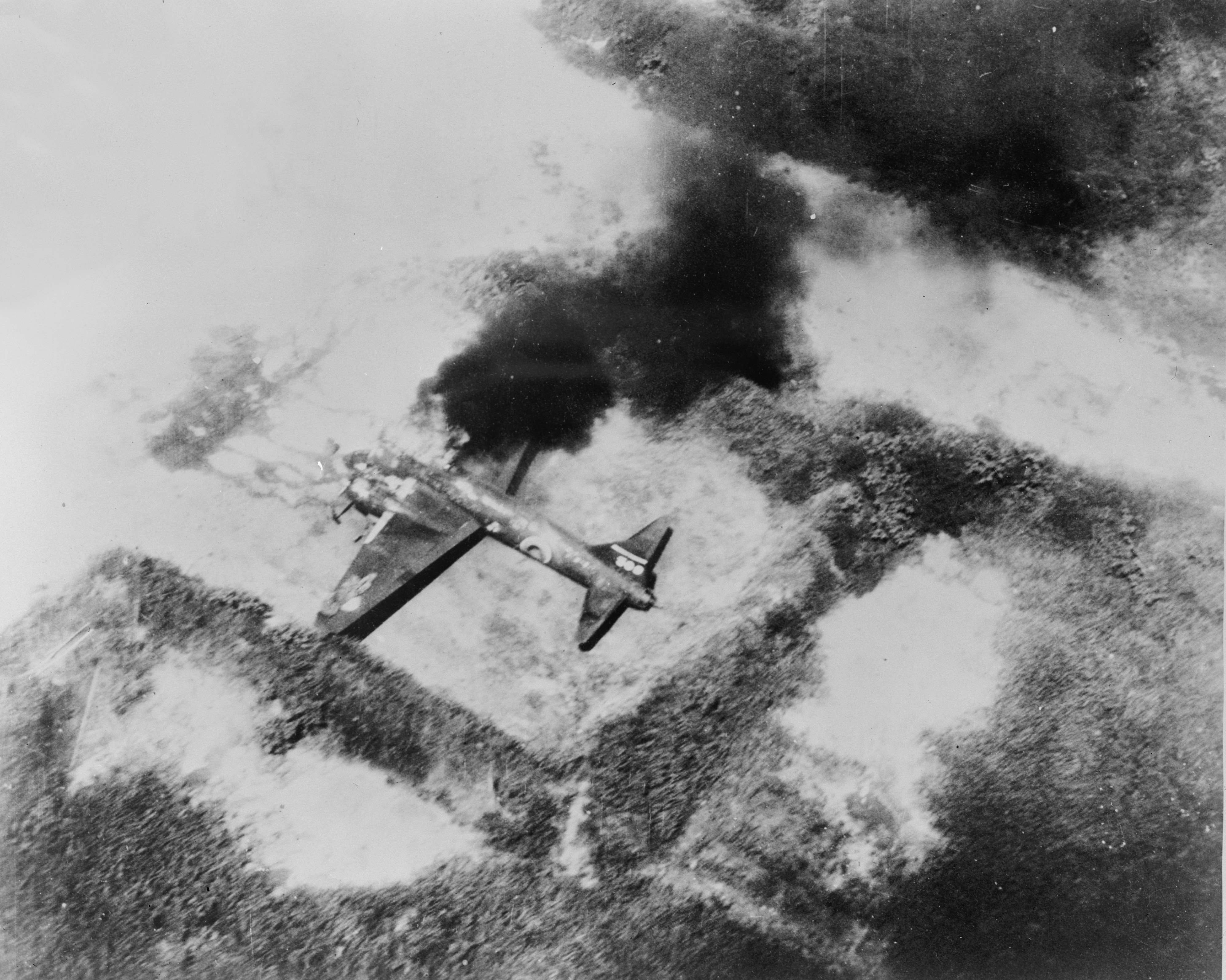
Płonący G4M po bombardowaniu alianckim w 1943-45 r.

Na skutek traktatu waszyngtońskiego z 1922 roku Stany Zjednoczone posiadały w okresie międzywojennym zagwarantowaną przewagę nad japońską flotą. Strategia japońska zakładała, że należy osłabić siły przyszłego przeciwnika zanim dojdzie do walk okrętów liniowych. Dzięki możliwości operowania z Wysp Marshalla i innych byłych niemieckich kolonii w Mikronezji otrzymano dodatkowe bazy lotnicze dla lotnictwa, które umożliwiały operowanie w kierunku Oceanu Spokojnego.  W 1932 roku kontradmirał Isoroku Yamamoto opracował koncepcję nowego typu samolotu jako wielosilnikowy bazowy samolot torpedowy. Plany zostały zaakceptowane przez wiceadmirała Shigeru Matsuyame.
Wymagania zostały określone na: przenoszenie dwóch torped lotniczych o masie 2000 kg w promieniu 3600 km. Powstał w ten sposób samolot G2H1 z możliwością przeniesienia 1600 kg w promieniu 2000 km, czyli znacznie poniżej wymagań. Z uwagi na liczne niedopracowania nie był produkowany seryjne. Powstał również rozpoznawczy samolot Ka-9 (G1M1) koncernu Mitsubishi. Według założeń samolot rozpoznawczy powinien mieć zasięg 7400 km, lecz możliwości techniczne nie pozwalały uzyskać takich osiągów. Zmniejszone je zatem do 3600 km. Późniejsza ewolucja samolotu jako uderzeniowego doprowadziła do powstania bombowca G4M1. Okazał się on wyjątkowo udany i rozpoczęto produkcję seryjną 1048 maszyn.
Samolot Mitsubishi G4M został zaprojektowany w 1937 roku dla dowództwa cesarskiej marynarki wojennej jako następca bombowca G3M. Wytwórnia Mitsubishi otrzymała wyłączność, dzięki wcześniejszej wersji samolotu, na produkcję nowej maszyny. Założenia dla G4M wynosiły:
- prędkość 398 km/h na wysokości 3000 m
- zasięg zwiadowczy (bez uzbrojenia) minimum 4815 km lub z torpedą lotniczą lub 800 kg bomb minimum 3700 km
- uzbrojenie pokładowe z G3M2
- załoga 7-9 osób
- dwa 14-cylindrowe, chłodzone powietrzem gwiazdowe silniki Mitsubishi MK8D Kinsei (Wenus) 41, lub Kinsei 42 o mocy startowej 1000 KM.

Wymagania uznane zostały za niemożliwe do spełniania. Rozpoczęto projektowanie nowego czterosilnikowego samolotu. Problemem stała się opozycja szefa departamentu technicznego kontradmirała Misao Wada, który naciskał na dwa silniki. Powodem tego sporu było planowane skonstruowanie czterosilnikowego bombowca przez firmę Nakajima, na podstawie Douglasa DC-4E, w wyniku czego powstał G5N1.
Projektowaniem dwusilnikowego bombowca zajął się zespół, w składzie:
- Nobuhiko Kusakabe – kierownik
- Shiro Kushibe
- Isao Imai
- Setsui Fugunaga
- Hiroshi Oda

Dołączyli do projektu:
- Denichiro Inoune
- Tetsuo Hikita
- Sadahiko Kato

Pierwszy kierownik Sueo Honjo został odsunięty od projektu i wyjechał do USA, w celu przyglądania się amerykańskim samolotom. Odrzucono zupełnie możliwość wzorowania na G3M ze względu na brak możliwości spełnienia wymagań, a silniki, które miano zastosować, okazały się niewystarczające. Uzyskano zezwolenie na użycie nowych silników Kasei (Mars) w układzie podwójnej gwiazdy o mocy 1530 KM. 3 grudnia 1937 roku rozszerzono wymagania o dodanie ruchomego 20 mm działka Typ 99 Model 1 montowanego w ogonie. Wynikało to ze zdobytych doświadczeń podczas lotów bojowych nad Chinami. Próby aerodynamiczne pozwoliły dopracować kadłub samolotu. W kwietniu 1938 roku Soeo Honjo, który powrócił z USA, przejął kierownictwo projektu. Problemem projektu był zasięg, który mógł zostać osiągnięty z odpowiednią ilością paliwa o objętości minimum 4900 litrów, umiejscowionego blisko środka ciężkości. Wymusiło to zastosowanie układu średniopłata. Zbiorniki nie zostały opancerzone i protektorowane przez wzrost masy. Elektryka samolotu obejmowała: lotki Friese, klapy szczelinowe, podwozie główne. Obszerna komora bombowa mogła pomieścić ładunek o konfiguracjach:
- torpedę Typ 91 kalibru 450 mm (przez co nie musiała być umieszczona pod kadłubem)
- 1 × 800 kg bomba
- 1 × 500 kg bomba
- 4 × 250 kg bomba
- 12 × 60 kg bomba

Produkcja prototypu została szybko uruchomiona bez trudności technologicznych. Na tym etapie wzmocniono obronę samolotu działkiem 20 mm Typ 99 Model 1 w ogonie.
Silniki zostały przetestowane 20 września, a prototyp samolotu Mitsubishi G4M oblatał w dniu 23 października 1939 roku kpt. pil. Katsuzo Shima. W próbach samolot spisywał się poprawnie i miał dobre osiągi (50 km/h szybszy i o zasięgu 740 km powyżej oczekiwań), uzyskane dzięki małej masie własnej (nie zastosowano opancerzenia kabiny i samouszczelniających się po przestrzeleniu zbiorników paliwa).
Cesarska Marynarka Wojenna w 1940 zamówiła 101 samolotów. Pierwsze egzemplarze ukończono w sierpniu 1940 roku w wariancie G6M1, a dopiero w grudniu ukończono pierwszy przed seryjny samolot. Masa samolotu wzrosła o 300 kg.
W kwietniu 1941 r. uruchomiono produkcję seryjną wersji G4M1 Model 11, których zamówiono w 1941 roku 300 sztuk z tempem produkcji 30 maszyn na miesiąc. Do grudnia 1941 r. wyprodukowano 266 samolotów tej wersji. W 1942 roku zamówionych zostało 400 kolejnych samolotów. Zbudowano 370 samolotów wersji G4M1 Model 12 z silnikami Kasei 15 o mocy 1280 KM (942 kW) i z samouszczelniającymi się po przestrzeleniu zbiornikami paliwa. Do końca 1942 roku wyprodukowano 661 samolotów G4M1 Model 11 z silnikami Kasei 11.  Kolejne wersje samolotu Mitsubishi G4M różniły się w zasadzie mocą silników i uzbrojeniem.
Zamontowano na pokładzie instalację gaśniczą, jednak nie działała ona poprawnie. Zamontowano dwie 5 mm płyty pancerne za plecami strzelca ogonowego, które okazały się nieskuteczne i były demontowane. W 1943 roku wydłużono kołpaki śmigieł i rury wydechowe. Zastosowano w samolocie kolektor spalin, co zwiększyło prędkość maksymalną do 444 km/h. Produkcja G4M1 zakończona została w styczniu 1944 roku po zmontowaniu 1200 egzemplarzy seryjnych, 2 prototypów (zmontowano dodatkowo jeszcze cztery egzemplarze z pozostałych części).

### G4M2 Model 22
W 1942 roku wyprodukowano wersję G4M2 i jej odmiany w 1943 roku: G4M2a, G4M2b, G4M2c, G4M2d. Zastosowano w nim płat o niezakłóconym opływie powietrza. Pozwoliło to zwiększyć ilość paliwa o 630 litrów oraz domontować kolejny zbiornik o pojemności 960 litrów, co dało łączny zapas 6490 litrów. Konieczna było zwiększenie tylnego usterzenia oraz zaokrąglenie skrzydeł. Na grzbiecie została zamontowana obrotowa wieżyczka z działkiem. Na przodzie kadłuba zamontowano dwa lub jeden karabin maszynowy. Zastosowany został nowy celownik bombardierski. Wprowadzone zmiany jak i wzmocnienie opancerzenia zwiększyły masę samolotu o 3 tony, do poziomu 12,5 tony. Zaszła przy tym potrzeba wzmocnienia podwozia. W celu utrzymania osiągów zamontowano nowe silniki MK4P Kasei 21 o mocy 1850 KM na wysokości 1800 metrów z czteropłatowymi śmigłami.
Pierwszy prototyp ukończono 24 listopada i po próbach naziemnych oblatano w 17 grudnia. 9 lutego 1943 roku dokonywano dalszych prób i do czerwca 1943 roku wyprodukowane zostały dodatkowe trzy prototypy. Przerobiono drzwi komory bombowej co pozwoliło zwiększyć masę bomb do 1000 kg. W lipcu rozpoczęto produkcję seryjną z oznaczeniem "Morski Typ 1 bazowy samolot torpedowo-bombowy Model 22" – G4M2 Model 22. Pierwsze egzemplarze pozostały w zakładach celem dalszych badań. Pojawiły się problemy z jednostkami napędowymi w postaci ich braku jak i  poziomu wibracji. W październiku powstało 6 samolotów, a w listopadzie 11. W międzyczasie wprowadzane zostały drobne zmiany jak wpuklone drzwi komory bombowej, a w dolnej części nosa wprowadzono szklany panel optyczny. Łącznie z prototypami wyprodukowano 274 standardowych G4M2 Model 22.
Powstały wersje rozpoznawcze G4M2a Model 22A posiadające radar "powietrze-powierzchnia" Typ 6 Model 4 (H-6), z zamontowanymi antenami na przodzie i boku kadłuba. Łącznie powstało 50 samolotów rozpoznawczych i patrolowych.
Wersja G4M2b Model 22B miał wymienione działka 20 mm na nowsze Typ 99 Model 2 oraz dłuższy maszt nadajnika radiostacji. Powstało 50 samolotów w tej wersji.

### G4M2 Model 24
Z powodu opóźnień w pracach projektowych samolotu G7M1 Taizan, kontynuowano rozwój samolotu G4M. W styczniu 1944 roku oblatany został pierwszy samolot nowej wersji, a w maju rozpoczęto produkcję. Rozpoczęto montowanie w samolocie silników MK4T Kasei 25 o mocy startowej 1850 KM, które zużywały mniej paliwa, a co ważniejsze zredukowały poziom drgań. Późniejsze modele różniły się wariantem uzbrojenia. Podstawowe modele, które weszły do produkcji to G4M2Ab Model 24B i G4M2Ac Model 24C.
W 1944 r. wyprodukowano wersję G4M2e, przystosowaną do przenoszenia pod kadłubem bomby latającej MXY-7 Ohka – pilotowanej przez pilotów samobójców (kamikaze). W 1945 roku wyprodukowano wersję G4M3 z opancerzonymi stanowiskami załogi i silnikami wyposażonymi w turbosprężarki.
Ogółem w latach 1940–1945 zbudowano łącznie 2479 G4M we wszystkich odmianach i wersjach, z tego 1200 wersji G4M1, 1154 wersji G4M2.

### G4M3
Z powodu wysokich strat konieczna była wersja o wyższej odporności na ogień myśliwców. Planowano opancerzyć kabinę pilotów, załogi i zbiorniki paliwa. Zasięg samolotu z ładunkiem spadł do 1112 kilometrów, a jako samolot rozpoznawczy 1300 kilometrów. Projekt oznaczono MG4M3 Model 34. Zmienione zostały skrzydła samolotu z dwudźwigarowych na jednodźwigarowe, oraz zamontowano 12 zbiorników paliwa o łącznej pojemności 4490 litrów, co było wynikiem o 2000 litrów mniejszym od poprzedniej wersji. Silniki pozostawione zostały bez zmian. Pierwszy z trzech prototypów ukończono w grudniu 1943, drugi i trzeci w styczniu 1944 roku. Mimo sukcesów w badaniach podczas prób, obawiano się zbyt słabej konstrukcji jednodźwigarowej, którą wzmocniono. Zmieniony został kształt tylnej wieżyczki, wzorując się na B-17E.
Pierwszy egzemplarz ukończono w październiku 1944 roku, a wielkoseryjną produkcję rozpoczęto w styczniu 1945 roku. Tak późny termin wynikał z powodu nalotów amerykańskich jak i trzęsienia ziemi. Powstało tylko 61 samolotów wersji G4M3 do końca 1944 roku.
Łącznie od września 1939 do sierpnia 1945 roku powstało 2419 egzemplarzy samolotów G4M. W tym:
- 1206 sztuk – G4M1
- 1142 sztuk – G4M2
- 61 sztuk – G4M3

## Użycie bojowe

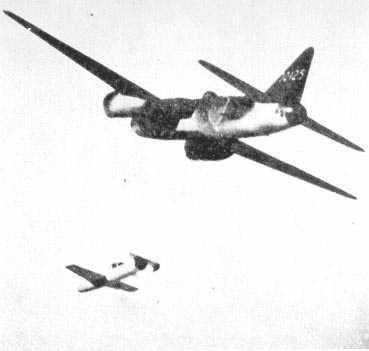
G4M zrzuca bombę latającą MXY7 Ohka w 1945 r.

### Wojna japońsko-chińska
Zadania jednostek, które jako pierwsze dostały samoloty bombowe G4M, polegały na nalotach nękających na chińskie miasta. Dzięki słabości chińskiego lotnictwa, które przy większych formacjach wycofywało się w głąb kraju, większość nalotów kończyła się sukcesami. W akcji bombardowania chińskich lotnisk, 11 sierpnia 1941 roku, udało się zniszczyć na ziemi cztery myśliwce I-153 i dwa bombowce SB, a w powietrzu przy osłonie myśliwców zestrzelono pięć I-153. We wrześniu 1941 roku wycofano jednostki z linii frontu, w celu przygotowania do kolejnej kampanii. Loty bojowe nad Chinami okazały się udane i pozwoliły ujawnić wady konstrukcji samolotu w postaci silnego oporu powietrza przy otwartym luku bombowym i trudności z osiągnięciem wysokich prędkości przy pełnym załadunku.

### II wojna światowa

#### Przygotowania
W momencie rozpoczęcia konfliktu trwało przezbrajanie jednostek w nowe samoloty. 7 grudnia 1941 roku uzbrojone były trzy grupy bojowe po 54 maszyny bojowe i 18 rezerwowych. Z powodu niedostatecznej liczby wyprodukowanych maszyn, stany jednostek nie były pełne. Większość samolotów zostało przydzielonych do 22. i 23. Flotylli Powietrznej. Zadaniem 22.Flotylli Powietrznej, stacjonującej we francuskich koloniach, było wspieranie wojsk lądowych w operacjach na Malajach. Z powodu rosnącego napięcia i niebezpieczeństwa Brytyjczycy wysłali w tamten region dwa okręty: pancernik „Prince of Wales” i krążownik liniowy „Repulse”. Z tego powodu wysłano do Sajgonu 3 dodatkowe eskadry. Jeden samolot w listopadzie wysłano na wyspy Marshalla gdzie stacjonowały już G3M2, w celu rozpoznania amerykańskich pozycji na wyspie Wake. Dokonano tego 4 grudnia 1941 roku z wysokości 9 kilometrów, wykrywając 12 myśliwców F4F-3 WIldcat. Podobne loty były wykonane nad Filipinami.

#### Kampania filipińska (1941-1942)
W dniu 8 grudnia 1941 roku, samoloty G4M zbombardowały amerykańską bazę lotniczą Clark Field na Filipinach. Początkowo atak na Pearl Harbor miał zostać połączony z nalotem na lotniska na Filipinach. 54 samoloty G4M miały zbombardować bazę wojskową w Nichols i Clark. Wschodząca rankiem mgła uniemożliwiła wykonanie operacji w zaplanowanych godzinach porannych. Zmieniono rozkazy i część samolotów został zmieniony cel z Nichols na Iba, a lotnisko Clark zostało zbombardowane o godzinie 12:40. Zniszczono i uszkodzono 12 ciężkich bombowców B-17, 20 myśliwców P-40B, 8 myśliwców A-27 oraz 5 B-18 i B-10 przez zrzut 636 bomb 60-kilogramowych. Na bazę Iba zrzucono 26 bomb o masie 250 kg i 486 bomb o masie 60 kg. Zniszczeniu uległo 7 samolotów P-40E. Warunki pogodowe w następnych dniach uniemożliwiły kolejne naloty. 10 grudnia 1941 dokonano nalotu na bazę Nichols. Przez zachmurzenie było ono niecelne i nie zadało sporych strat. Zniszczeniu uległy jedynie samoloty obserwacyjne O-46 i O-52 i B-18.

#### Bitwa o Malaje
W nocy z 7 na 8 grudnia odbyło się lądowanie sił japońskich na ówczesny Syjam i Malaje. Zadaniem bombowców G4M1 było przeprowadzenie nalotów na Singapur, które jednak zostało częściowo powstrzymane z powodu niekorzystnych warunków pogodowych. W dniu 10 grudnia 1941 roku wzięły udział w ataku na eskadrę floty brytyjskiej na Malajach, zatapiając m.in. pancerniki „Repulse” i Prince Of Wales. 20 grudnia 1941 roku dokonywano lotów zwiadowczych w okolicach wyspy Borneo, przed planowanym desantem, a 3 stycznia 1942 roku rozpoczęto ponownie naloty na Singapur i okoliczne tereny, w tym lotniska.

#### Holenderskie Indie Wschodnie
24 grudnia 1941 zbombardowano lotnisko w Singkawang niszcząc jeden samolot Glenn Martin. Zaatakowany został holenderski okręt "Helen". 7 stycznia 1942 roku zbombardowano bazy Halong i Laha na wyspie Amboina oraz Ceram. Uszkodzone zostały dwa samoloty Hudson i jeden Buffalo. 15 stycznia 1942 roku przeprowadzono nalot na lotnisko w Ambom, lecz holenderski dywizjon powietrzny zdołał wcześniej ewakuować się na wyspę Buru. 22 stycznia 1942 roku zbombardowano Sembawang niszcząc 15 samolotów i wsparto lądowanie w Balikpapan. Skutkiem japońskich nalotów było wycofanie się holenderskich wojsk i lotnictwa na Jawę.
Wzmożone naloty na holenderskie miasta rozpoczęły się 3 lutego 1942 roku od bombardowań Surabaji i Madioenu. Udało się w walkach nad morzem  uszkodzić krążownik De Ruyter. 5 lutego podczas bombardowania lotniska na Bali zniszczono 5 myśliwców P-40.
Po zakończeniu nalotów nad Corregidor uznano, że samoloty wykonały swoje zadania. Odniosły sukces zatapiając dwa brytyjskie okręty i wykonując liczne naloty na lotniska. W ciągu 3 miesięcy utraconych zostało 19 maszyn G4M1 z różnych przyczyn. Wykryte zostały wady konstrukcji, jak niechronione zbiorniki paliwa oraz mały pułap operacyjny, który uniemożliwiał atak poza zasięgiem dział przeciwlotniczych. Rosnąca liczba samolotów pozwoliła uzupełnić stany liczbowe w istniejących jednostkach oraz tworzyć nowe.

#### Nowa Brytania i Nowa Gwinea
W styczniu 1942 roku zajęte przez Japonię zostały Nowa Irlandia i Nowa Brytania. Dało to armii cesarskiej pozycje wyjściowe do uderzenia na armię australijską znajdującą się na Nowej Gwinei. Po raz pierwszy poderwane samoloty zostały wysłane w lot bojowy, w lutym, przeciwko wykrytym okrętom amerykańskim, wśród których znajdował się lotniskowiec. Formacja uzbrojona po dwie bomby 250 kg dla każdego samolotu poleciała bez eskorty myśliwców. Przeciwko nim wysłano VF-3 oraz F4F-3, podczas której to walki japońskie bombowce musiały się wycofać. Samoloty, które przedarły się do lotniskowca USS Lexington nie zdołały go uszkodzić, a powracające myśliwce rozpoczęły pościg. Podczas jednego nalotu utracono 15 maszyn G4M1 i 88 członków załogi. 14 marca 1942 roku dokonano rajdu na wyspę Horn, gdzie napotkano P-40, z którymi walczyła osłona myśliwska.
22 marca 1942 roku przeprowadzono pierwszy nalot na lotnisko wrogiej strony konfliktu, podczas którego utracono 5 G4M1 po ataku P-40 i B-17E, na co odpowiedziano nalotem na bazę Seven Mile. Regularne stały się naloty na Port Moresby, a później loty rozpoznawcze dla przygotowania desantu, który nie doszedł do skutku z powodu porażki w walkach powietrzno-morskich na Morzu Koralowym.

#### Australia
W marcu 1942 roku zadaniem bombowców były naloty na północno-zachodnie wybrzeże Australii. Do 28 marca samoloty latały bez osłony w formacjach 7-14 maszyn, później z powodu przechwycenia jednej z eskadr przysłano jednostki myśliwskie. Największym nalotem był nalot 27 bombowców na Darwin 25 kwietnia, który dokonano ponownie następnego dnia, lecz z powodu silnej obrony bombowce poniosły straty, a loty bombowe wstrzymano do czerwca. Późniejsze naloty były osłabiane przez przerzucanie jednostek w tereny walk o Guadalcanal. Do listopada 1943 przeprowadzano naloty dziennie, później już tylko nocne lecz bez znaczących sukcesów.

#### Guadalcanal
7 sierpnia 1942 wojska amerykańskie dokonały desantu na wyspie Guadalcanal. Samoloty G4M zostały wysłane zbombardować przybywającą flotę co doprowadziło do bitwy powietrznej, w którym stracono cześć bombowców nie zadając poważnych strat amerykańskiej flocie. 8 sierpnia 1942 udało się zatopić niszczyciel Jarvis (DD 393) i transportowiec George F. Elliot. Straty strony japońskiej rosły nie tylko w ilości samolotów, ale również utraty załóg. 17 sierpnia 1942 roku Amerykanie uruchomili lotnisko na wyspie, dając bazę amerykańskim samolotom, a japońskiemu lotnictwu nowy cel do nalotów. 30 sierpnia 1942 roku udało się zatopić bombowcom niszczyciel USS Colhoun. Wobec dużych strat samolotów i załóg, postanowieniem dowództwa były naloty nocne. Operacje dzienne ograniczały się do używania bombowców, jako przynęty dla eskortujących myśliwców. Do wcześniejszych nalotów strategicznych powrócono w październiku, kiedy to dzięki pancernikom udało się zadać spore straty lotnictwu amerykańskiemu, ostrzeliwując teren lotniska. Pomiędzy 1 sierpnia a 15 listopada 1942 roku utracono 100 samolotów G4M1.

#### Bitwa koło wyspy Rennell
Gdy wojska japońskie dokonały wycofania się z wysp Guadalcanal, dokonano z dwóch nalotów nocnych na siły amerykańskie oraz 25 i 27 stycznia zbombardowano lotnisko Henderson. Przeciwko pobliskiemu zespołowi krążowników wysłano 29 stycznia 1943 na nocny nalot bombowce, którym udało się uszkodzić krążownik Chicago, który stał się podatny na dzienny nalot, który dokonał jego zatopienia. Podczas walk w tym rejonie stracono 24 bombowce G4M1.

#### Operacja "I-go"
Admirał Yamamoto wydał rozkaz operacji, której zadaniem było ponowne wywalczenie przewagi powietrznej nad wyspami w Azji. Rozpoczęto bombardowania Port Moresby, zwalczania okrętów w zatoce Milne. Podczas zmiany siedziby sztabu, 18 kwietnia 1943 roku, zestrzelone zostały dwa bombowce G4M1. W jednym z nich zginął admirał Yamamoto. Po tym wydarzeniu, samoloty wykonywały tylko nocne loty bojowe.
Do czasu wprowadzenia samouszczelniających się zbiorników paliwa w 1942 roku bombowiec ten był określany przez pilotów amerykańskich jako „jednostrzałowa zapalniczka” lub „latające cygaro” ze względu na delikatność konstrukcji i podatność na zapalenie, bez względu na miejsce trafienia oraz "pralka Charlie" ze względu na dźwięk niezsynchronizowanych silników.
18 kwietnia 1943 roku na pokładzie G4M1 zginął japoński admirał Isoroku Yamamoto, głównodowodzący japońską marynarką wojenną, zestrzelony w rejonie wyspy Bougainville przez samoloty myśliwskie P-38 Lightning. W listopadzie 1944 roku samolot G4M2e przystosowano do transportowania bomb latających MXY-7 Ohka, pilotowanych przez kamikaze. Pierwszy atak kamikaze przy użyciu bomb MXY 7 Ohka nastąpił w dniu 20 marca 1945 roku. Po początkowych sukcesach ta forma ataku na okręty przeciwnika nie przynosiła później spodziewanych efektów.

#### Bitwa o Mariany
Zbliżający się desant na Mariany był jednym z przewidywanych kierunków działań wojsk amerykańskich. Rozpoczęto przebazowanie w tamtych rejon jednostek uzbrojonych w samoloty G4M, które walczyły w nalotach i walkach powietrznych. Zapewniły one możliwość śledzenia amerykańskich jednostek desantowych, od 10 czerwca 1944 roku. Z powodu jednak poniesionych strat, loty musiały zostać wstrzymane lub o zmniejszonej intensywności. 22 czerwca 1944 roku udało się trafić torpedą w część dziobową pancernik USS Maryland, przez co został wyłączony z akcji na kilka tygodni i skierowany do remontu.
W dniu 19 sierpnia 1945 roku na pokładzie samolotu Mitsubishi G4M2 przybyła na Iwo Jimę japońska delegacja w celu podpisania aktu kapitulacji i był to ostatnia akcja wojenna tego typu samolotów.

## Opis techniczny
Mitsubishi G4M był siedmiomiejscowym samolotem bombowo-torpedowym, średniopłatem o konstrukcji metalowej, przekroju eliptycznym, półskorupowym. Podwozie klasyczne, było całkowicie wciągane w locie do gondoli silnikowych, napęd: dwa silniki gwiazdowe 14-cylindrowe Mitsubishi Kasei 11 MK4A, śmigło metalowe, trzyłopatowe (w wersji G4M1), a silnik Mitsubishi Kasei 21 MK4T lub Mitsubishi Kasei 25 i śmigło czterołopatowe (w wersji G4M2)
W dziobie kadłuba mieściło się oszklone stanowisko nawigatora, który równocześnie pełnił funkcję bombardiera i obsługiwał mieszczący się w dziobie ruchomy karabin maszynowy. Za tym stanowiskiem, w górnej części kadłuba, znajdowała się kabina pilotów, w której lewy fotel zajmował pierwszy pilot, a prawy – drugi.
Za kabiną pilotów znajdowała się górna wieżyczka strzelecka, w której strzelec pokładowy obsługiwał ruchomy karabin maszynowy. W środkowej części kadłuba – z prawej i lewej strony – mieściły się stanowiska bocznych strzelców pokładowych, obsługujących ruchome karabiny maszynowe – wystawiane na zewnątrz przez okienka.
Na końcu kadłuba zamocowano całkowicie metalowe usterzenie klasyczne i zakryte, tylne stanowisko strzeleckie z umieszczonym w nim działkiem kalibru 20 mm, obsługiwane przez strzelca pokładowego.
Płat metalowy o trapezowym obrysie, dwudźwigarowy, kesonowy, wewnątrz którego umieszczony był integralny zbiornik paliwa o pojemności 4900 litrów. Płat zamontowany był do boków kadłuba tuż za kabiną pilotów. Do płata zamontowano dwie gondole z silnikami gwiazdowymi Kasei 11 MK4/A.
|                                       | G1M1 2 prototyp | G4M1 Model 11 | G4M1 Model 12 | G4M2 Model 22 | G4M2 Model 24 | G4M3 Model 34 |
| Metraż:                               | Metraż:         | Metraż:       | Metraż:       | Metraż:       | Metraż:       | Metraż:       |
| ------------------------------------- | --------------- | ------------- | ------------- | ------------- | ------------- | ------------- |
| Rozpiętość (m)                        | 24,88           | 24,88         | 24,88         | 24,89         | 24,89         | 24,89         |
| Długość (m)                           | 19,97           | 19,972        | 19,63         | 19,63         | 19,63         | 19,5          |
| Wysokość (m)                          | 4,9             | 4,9           | 4,9           | 4,8           | 4,8           | 4,8           |
| Powierzchnia nośna (m2)               | 78,125          | 78,125        | 78,125        | 78,125        | 78,125        | 78,125        |
| Waga:                                 |                 |               |               |               |               |               |
| Własna (kg)                           | 6470            | 6800          | 6741          | 8160          | 8240          | 8350          |
| Startowa (kg)                         | 9440            | 9500          | 9500          | 12500         | 12500         | 12500         |
| Użyteczna (kg)                        | 2790            | 2700          | 2759          | 4340          | 4260          | 4150          |
| Obciążenie powierzchni nośnej (kg/m2) | 120,83          | 121,5         | 121,6         | 160           | 160           | 160           |
| Obciążenie mocy (kg/KM)               | 3,08            | 3,37          | 3,35          | 3,98          | 4,05          | 3,98          |
| Osiągi:                               |                 |               |               |               |               |               |
| Prędkość maksymalna (km/h)            | 444             | 428           | 452           | 437           | 450           | 470           |
| wysokość prędkości maksymalnej (m)    | 4000            | 4200          | 6000          | 4600          | 5160          | 4890          |
| Prędkość przelotowa (km/h)            | 278             | 315           | 315           | 315           | 315           | 315           |
| wysokość prędkości przelotowej (m)    | 3000            | 3000          | 3000          | 3000          | 3000          | 3000          |
| Prędkość lądowania (km/h)             | 128             | 128           | 129           | 135           | 135           | 132           |
| Czas wznoszenia (min)                 | 13:55           | 10:38         | 15:42         | 13:21         | 13:15         | 20:10         |
| na wysokość (m)                       | 5000            | 5000          | 7000          | 5000          | 5000          | 7000          |
| Pułap (m)                             | 10180           | 9220          | 9660          | 8850          | 9000          | 9220          |
| Zasięg normalny (km)                  | 4290            | 4287          | 4363          | 4720          | 4410          | 2340          |
| Zasięg maksymalny (km)                | 5560            | 6100          | 6050          | 6060          | 6060          | 4450          |